# Wilhelmina Barns-Graham
Wilhelmina Barns-Graham, née le 8 juin 1912 à St Andrews et morte le 26 janvier 2004 dans la même ville, est l'une des principales artistes abstraites britanniques, membre de l'influente Penwith Society of Arts (en). 

## Biographie
Wilhelmina Barns-Graham, née le 8 juin 1912 à St Andrews, est la fille de Wilhelmina Bayne Meldrum et d'Allan Barns-Graham.
Formée à l'Edinburgh College of Art entre 1932 et 1937, elle a un atelier à Edimbourg de 1936 à 1940. 
Elle évolue en tant que peintre abstraite, toujours prête à expérimenter, et fascinée par le mélange des formes abstraites et figuratives.
En 1949, elle épouse l'auteur David Lewis (né en 1922), mais le mariage se dégrade et se termine officiellement en 1963.
Dans les années 1960, elle hérite d'une tante un petit domaine près de St Andrews
Elle meurt le 26 janvier 2004 dans sa ville natale.